# Mamadou Fall (football, 1991)
Pour les articles homonymes, voir Mamadou Fall et Fall.
Mamadou Fall, né le 31 décembre 1991, est un footballeur sénégalais. Il évolue actuellement au Kasımpaşa SK au poste d'ailier.

## Biographie
Il inscrit 12 buts en deuxième division belge lors de la saison 2015-2016 avec le RWS Bruxelles

## Palmarès
- RWS Bruxelles
  - Championnat de Belgique de D2
    - Vainqueur :  2016